# Carl von Schott

Grabmal in Bad Wildbad

Carl von Schott (* 9. April 1845 in Esslingen am Neckar; † 4. November 1913 in Bad Wildbad) war ein deutscher Offizier der Württembergischen Armee und von 1895 bis 1900 Kommandant von Stuttgart.

## Leben
Carl von Schott war ein Sohn des Direktors des Kreisstrafgerichts Esslingen Karl von Schott. Er immatrikulierte sich an der Eberhard-Karls-Universität. Wie der nachmalige Zentrumspolitiker und bayerische Innenminister Max Freiherr von Soden-Fraunhofen wurde er 1864 im Corps Suevia Tübingen recipiert. In drei Semestern zeichnete er sich als Senior aus. Er wechselte an die Friedrich-Wilhelms-Universität zu Berlin und wurde 1865 auch im Corps Neoborussia Berlin aktiv. In Berlin zählten Carl Loewe und Viktor von Tepper-Laski zu seinen Konaktiven.
Während des Deutschen Kriegs wurde er am 10. Juli 1866 als Landwehrmann einberufen und diente nach Ende des Krieges freiwillig weiter. Am 13. April 1868 wurde er Sekondeleutnant im württembergischen 2. Infanterie-Regiment. Im Dezember 1870 wurde er zum Premierleutnant befördert. Mit diesem Dienstrang nahm er 1870/17 am Krieg gegen Frankreich teil. Im Oktober 1874 avancierte er zum Hauptmann. Er wurde Flügeladjutant des Königs und später Kompaniechef im Infanterie-Regiment Nr. 122. Ab Oktober 1883 war er zum Kriegsministerium kommandiert. Im Mai 1884 wurde er zum Major befördert. Ab April 1887 war er diensttuender Flügeladjutant.
Im Juli 1889 wurde von Schott zum Oberstleutnant befördert, im Oktober 1891 zum Oberst, am 12. September 1895 zum Generalmajor und Kommandanten von Stuttgart. Zugleich war er als General à la suite König Karls von Württemberg gestellt. Im Februar 1899 wurde er zum Generalleutnant mit dem Prädikat Exzellenz ernannt. Bei seinem Abschied 1912 erhielt er den Charakter als General der Infanterie.
Seinen Ruhestand verbrachte Carl von Schott in Wildbad. Seine letzte Ruhestätte fand er auf dem dortigen Uhlandfriedhof. Die Grabstätte gehört zu den letzten erhaltenen auf dem nicht mehr neu belegten Friedhof.

## Familie
Verheiratet war Schott mit Adela, geb. Freiin Leutrum von Ertingen (1857–1910).

## Ehrungen
- Ritterkreuz des württembergischen Militärverdienstordens
- Eisernes Kreuz
- Ehrenbürger von Bad Wildbad (1912)
- Ehrenmitglied des Corps Suevia Tübingen